# هدى بن يمينة
هدى بن يامنة (بالفرنسية: Uda Benyamina)‏ (مواليد 1980) هي مخرجة وكاتبة سيناريو فرنسية من أصول مغربية. فازت في مهرجان كان السينمائي لعام 2016 بجائزة الكاميرا الذهبية، وجائزة سيزار لأفضل فيلم طويل وذلك عن فيلمها Divines.
ولدت بن يامنة في فيري شاتييون، بإقليم إيسون بالضاحية الباريزية. كما أنها الأخت الكبرى للممثلة علية عمامرة، والممثل منير عمامرة.
قامت بن يامنة بإخراج الفيلم القصير «في الطريق إلى الجنة» سنة 2013، وفازت في 24 فبراير 2016 بجائزة الكاميرا الذهبية بالنسبة لفيلم Divines وأفضل فيلم أول في حفل سيزار الثاني والأربعين، حيث تم ترشيحها أيضًا لأفضل مخرج وشاركت في الترشيح لأفضل سيناريو أصلي.

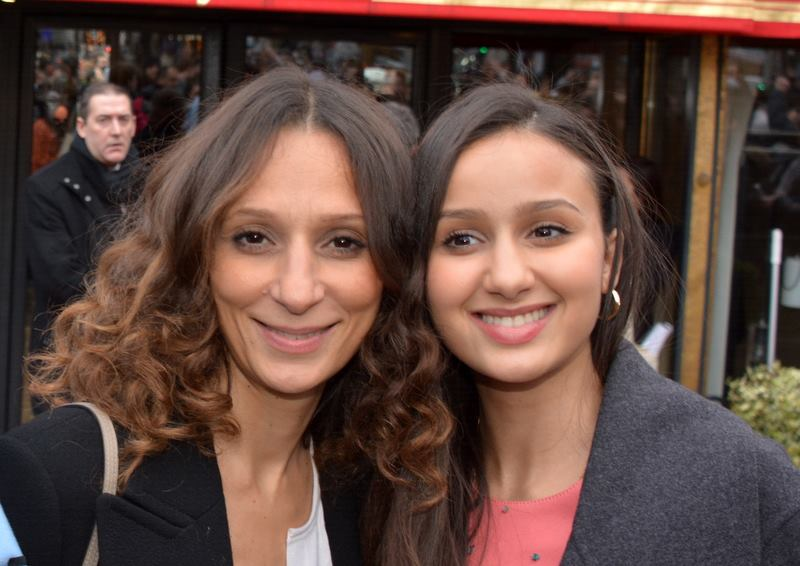
هدى بن يامنة وأختها الصغرى الممثلة علية عمامرة (يمين الصورة).

## فيلموغرافيا
| السنة | الفيلم                  | العنوان بالعربية    | ملاحظات   |
| ----- | ----------------------- | ------------------- | --------- |
| 2013  | On the Road to Paradise | في الطريق إلى الجنة | فيلم قصير |
| 2016  | Divines                 | رائعات              |           |

## الجوائز والترشيحات
| السنة | الفيلم | الجائزة/مهرجان الفيلم            | التصنيف              | النتيجة |
| ----- | ------ | -------------------------------- | -------------------- | ------- |
| 2016  | رائعات | مهرجان كان السينمائي (الدورة 62) | الكامرة الذهبية      | فوز     |
| 2016  | رائعات | جائزة سيزار (الدورة 41)          | أفضل إخراج           | رُشِّح     |
| 2016  | رائعات | جائزة سيزار (الدورة 41)          | أفضل سيناريو أصلي    | رُشِّح     |
| 2016  | رائعات | جائزة سيزار (الدورة 41)          | أفضل فيلم روائي طويل | فوز     |
| 2016  | رائعات | مهرجان ميونخ السينمائي           | جائزة سينيفيزيون     | فوز     |
| 2016  | رائعات | مهرجان بهامبتون السينمائي الدولي | أفضل فيلم روائي طويل | فوز     |
| 2016  | رائعات | مهرجان لندن للفيلم السينمائي     | جائزة ساذرلاند       | فوز     |

## وصلات خارجية
- هدى بن يمينة على موقع IMDb (الإنجليزية)
- هدى بن يمينة على موقع ألو سيني (الفرنسية)
- هدى بن يمينة على موقع قاعدة بيانات الفيلم (الإنجليزية)
- هدى بن يمينة على موقع كينوبويسك (الروسية)
- المخرجة المغربية هدى بن يمينة تفوز بجائزة الكاميرا الذهبية بمهرجان «كان»
- هدى بن يمينة تفوز بجائزة الكاميرا الذهبية بكان